# Barbro Holmdahl
Karin Barbro Holmdahl, född Jehander 9 maj 1925, död 28 juni 1998 i Uppsala, var en svensk sjuksköterska, lärare och författare. Hon var gift med Martin H:son Holmdahl.

## Biografi
Holmdahl utbildade sig till sjuksköterska vid Uppsala sjuksköterskehems sjuksköterskeskola. Därefter verkade hon som lärare vid Vårdhögskolan i Uppsala. Som lärare tog hon bland annat med studenter på rundvandring i Uppsala, där hon berättade om äldre tiders sjukvårdsinrättningar och fattighus.
Hon utbildade sig även till psykolog. 1990 blev Holmdahl hedersdoktor vid Uppsala universitets samhällsvetenskapliga fakultet. 1986 gav hon ut Boken om Henrik, som handlade om hennes sons sjukdom och död av skelettcancer. Hon gav även ut Tusen år i det svenska barnets historia (2000) och Sjuksköterskans historia (1994).